# 蜀都客车
成都客车股份有限公司（原成都客车厂）成立于1952年，2001年改制为股份有限公司。是四川省和成都市重点支持的客车骨干生产企业，九十年代初第一家被列入《全国汽车产品目录》的燃气汽车生产和改装企业。

## 主要产品
主要产品包括燃气客车（CNGLNGHCNG）、纯电动客车（快充、满充快补、无线充电）、插电式混合动力客车、氢燃料电池客车。
|  |  |  |

## 外部連結
- 成都客车股份有限公司官方網頁 （页面存档备份，存于）